# کارگو (زیمتنگا)
کارگو شهری در شهرستان زیمتنگا در استان بام در بورکینافاسوی شمالی است و جمعیت آن ۱۱۷۴ نفر است.